# Канчело (Ријети)
Канчело (итал. Cancello) је насеље у Италији у округу Ријети, региону Лацио.
Према процени из 2011. у насељу је живело 10 становника. Насеље се налази на надморској висини од 594 м.